# ベーコン・エクスプロージョン

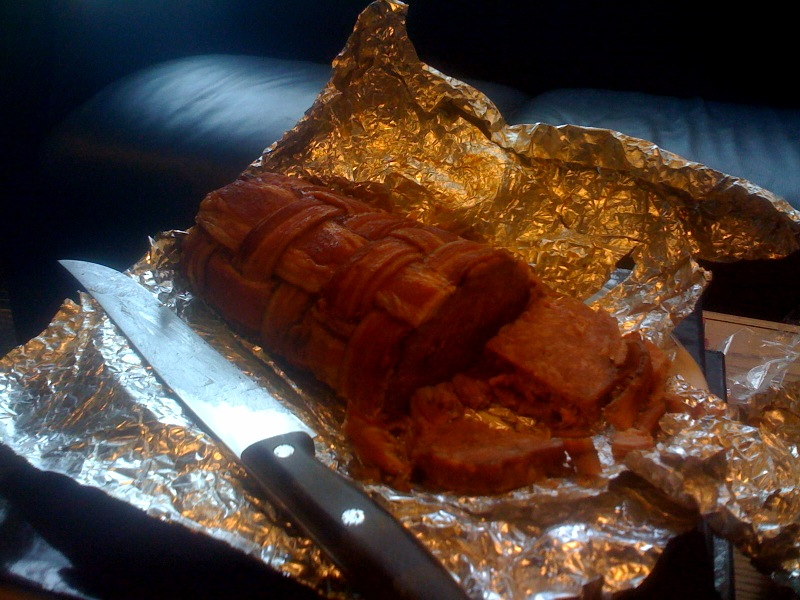
ベーコン・エクスプロージョン

ベーコン・エクスプロージョン (bacon explosion) とは香辛料を効かせたソーセージと刻んだベーコンを具にし、それをベーコンで巻いてつくる豚肉料理である。一皿でアメリカンフットボール大にもなり、燻煙するかオーブンで焼いて完成する。
この料理がバーベキューマニアのブログに投稿されるやインターネット上でたいへんな反響を呼んだ。すぐに大手マスコミではこの豚肉のごちそうに関する記事が何本も書かれたが、やがてこれらの記事は料理そのものよりもインターネットの「うわさ」を相手にするようになった。
しかしこの現象は海を越え、アメリカ合衆国とイギリスでとくに受けがよかった。デイリー・テレグラフも「このレシピはウェブ上では非常に人気」で「5,000キロカロリーのバーベキュー料理が世界で最も知名度の高いアイデア料理の一つになった」と書いている。

## 歴史と起源
ジェイソン・デイとアーロン・クロニスターは2008年12月にこの料理を自分たちのブログ「BBQ Addicts」に投稿した。 すぐにベーコン・エクスプロージョンはインターネットで人気が爆発し、ブログは50万ヒットを記録するとともに被リンク数も1万6千に及んだ（このとき「BBQ Addicts」にリンクしてきたサイトには、共和党員は肉が好きだという理由で政治的なブログも含まれていた）。そしてこの料理にはファンクラブまで生まれ、自分たちでもつくろうとする様子をおさめたビデオがいくつもアップロードされた。
発明者の二人はカンザスシティからバーベキュー大会に参加し、チーム「Burnt Finger BBQ」で料理コンテストを戦った。デイリー・テレグラフは、「究極のベーコン料理をつくるという挑戦をツイッター上で受けた二人がついにそのごちそうを作り上げた」と讃えた。彼らは自分たちのイノベーションを「ベーコン・エクスプロージョン：バーベキューソーセージ料理の極めつけ」と名づけている。
ベーコン・エクスプロージョンに似た料理はそれまでに出版された数多くのレシピ本にも掲載されており、デイとクロニスターも自分たちがコンセプトそのものを発明したとは主張していない。2008年の12月以前に「Headless Blogger」というブログで「究極のでぶ」のためのレシピとして、ソーセージ、チリペッパー、ペパロニ、ムンスターチーズを格子状に重ねたベーコンで巻くという料理が公開されていて、この組み合わせ自体もまた、ベーコンでチーズを（やはり格子状にして）巻くというあるユーザーが食をテーマにしたブログに投稿した料理にインスパイアされたものだった。

## 人気の拡大
この料理は海外でも好評を博した。アメリカとイギリスだけでなく、ドイツやオランダのメディアからもこの流行に注目が集まった。高脂肪、高カロリーな食事であることについて議論も起こった。大手メディアではアメリカ人の健康あるいは肥満について紙幅が割かれ、すぐにベーコン・エクスプロージョンのような料理こそ「なぜアメリカ人はでぶなのか」という問いに対する答えになるという結論に達した。またある新聞も、医師が勧めることなど決してないだろう、と記している。この現象はWeb 2.0というテクノロジーを活かした例としても引かれることがある（クロニスターはインターネット・マーケッターである）。

## 調理
ベーコン・エクスプロージョンをつくるために「料理の才能は最小限でいい」し、必要な材料も少ない。厚く切ったベーコンとイタリアン・ソーセージ、バーベキューソース1瓶、バーベキュー用のスパイスミックス (rub) かシーズニングがあればよい。
土台をつくるためベーコンを編むように組み、シーズニングをふりかけてから上にソーセージを並べ、塊のうえに刻んだベーコンを散らす。バーベキューソースをかけ、さらにシーズニングを施して巻けば巨大な「ソーセージの形をしたモンスター」ができあがる。一インチの厚さのものであれば一時間程度かけて焼き、さらにバーベキューソースをかけ、輪切りにして皿に盛る。
ベーコン・エクスプロージョンは最低でも5,000キロカロリー（21,000キロジュール）と500グラムの脂肪を含むが 、見方を変えれば「ヘルシー」な料理でもある。というのも1食分、226グラム（8Oz.）程度であればわずか878キロカロリー（脂肪60グラム）の料理だからである。

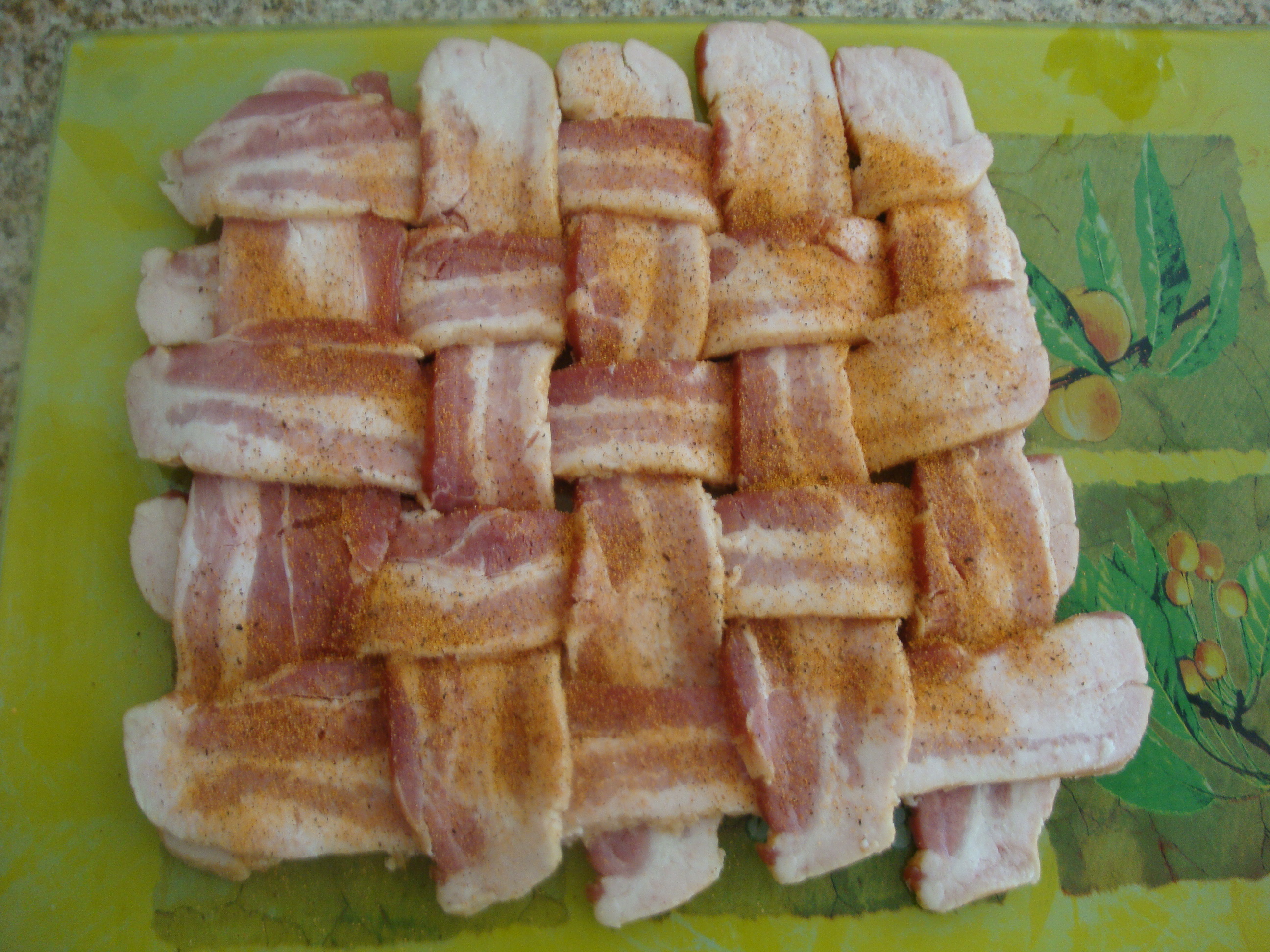
土台となるベーコン
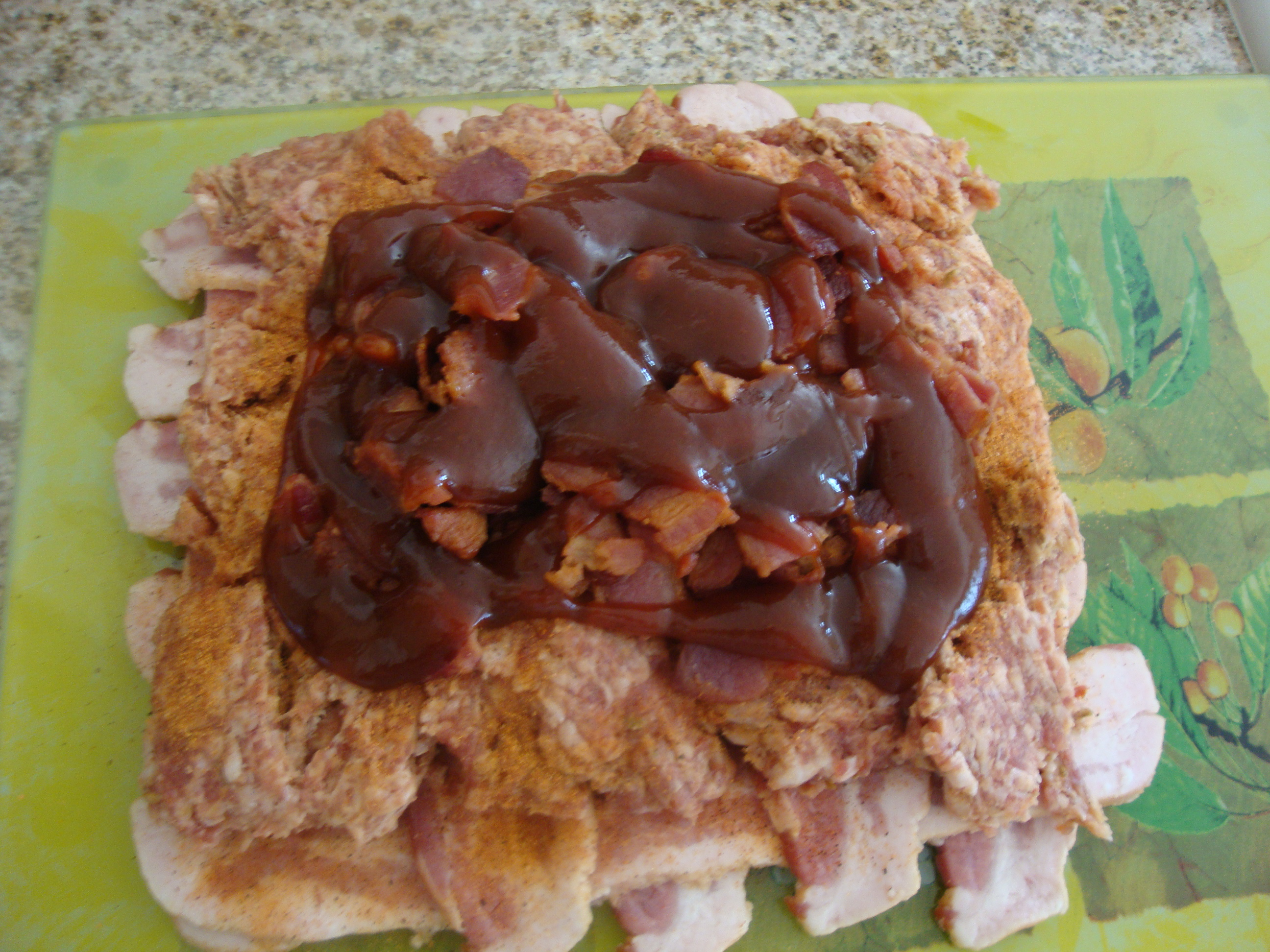
ソースをかけ巻く準備ができた
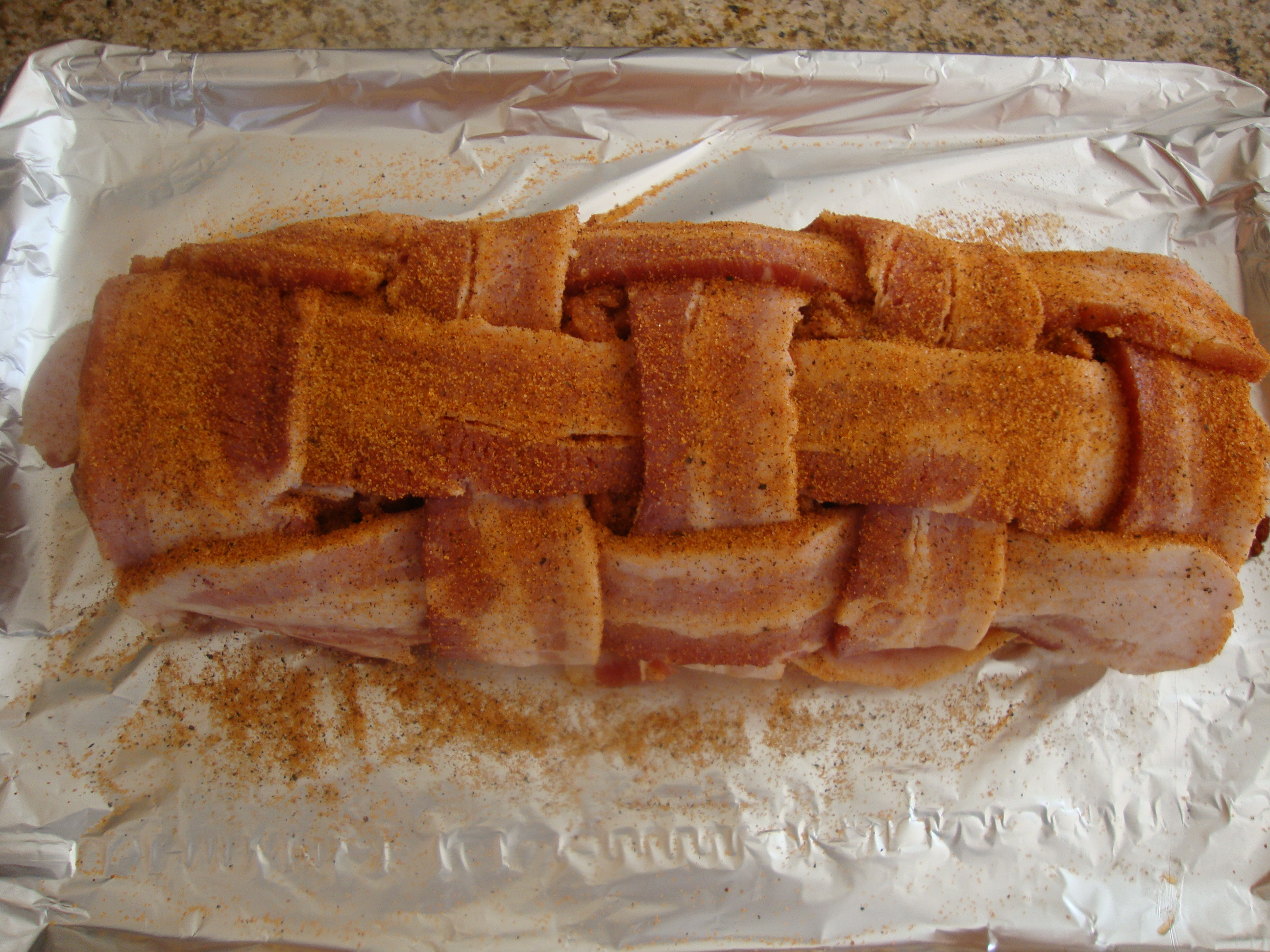
加熱の前にロール状にしてシーズニングをする
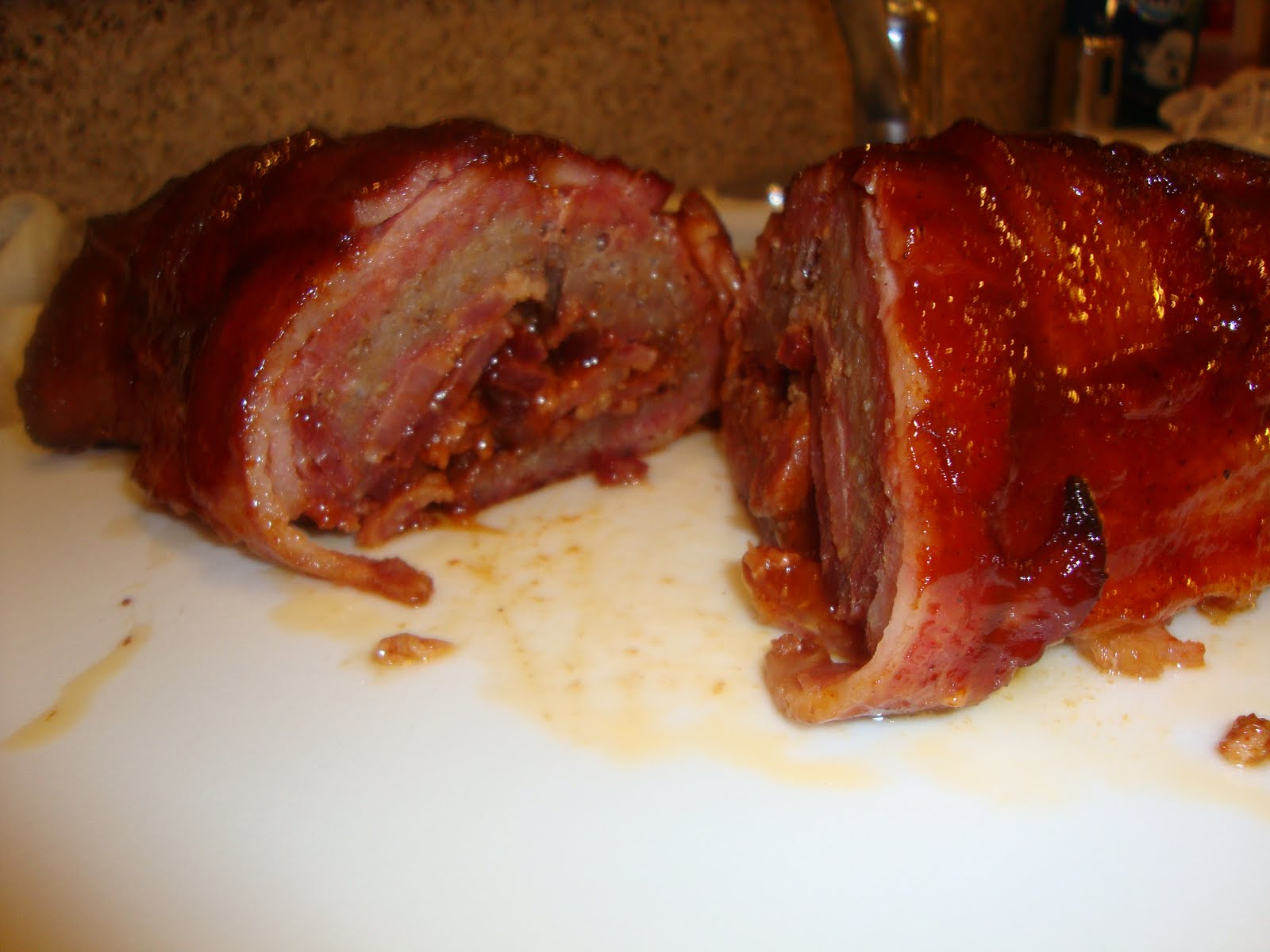
ろうそくの柔らかな光に照らされるベーコン・エクスプロージョン

## 人気のアレンジ
有名になってから間もないこのベーコン料理にはすでに膨大な数にのぼる人気のアレンジレシピが存在する。例えば「ベーコン・エクスプロージョン再び」のようなパターンのアレンジであれば、ヴェルヴィータチーズやベーコン以外の肉3種類をレシピに加えるものがあり、その他にもハラペーニョを加えたり、卵を加えるものもある。
2011年11月26日、「チーム・ベーコン」として知られるグループの人間がミズーリ州セントルイスで世界記録となる120ポンド (54 kg)（調理前）のベーコン・エクスプロージョンを完成させた。 YouTubeにこのときの調理風景が投稿されているが、60ポンドのベーコン、60ポンドのソーセージでつくった肉の塊に10ポンドのバーベキューソースがかけられ、12フィート（3.6メートル）長のオーダーメイドの燻製器で9時間かけて調理され出来上がった。